# Centrophryne
Centrophryne is een monotypisch geslacht van straalvinnige vissen uit de familie van diepzee-armvinnigen (Centrophrynidae). Het geslacht is voor het eerst wetenschappelijk beschreven in 1932 door Regan & Trewavas.

## Soort
- Centrophryne spinulosa Regan & Trewavas, 1932